# (17102) Begzhigitova
(17102) Begzhigitova (1999 JB41) – planetoida z grupy pasa głównego asteroid okrążająca Słońce w ciągu 3,32 lat w średniej odległości 2,22 j.a. Odkryta 10 maja 1999 roku.